# Rupert Keegan
Rupert Arnold Keegan, född 26 februari 1955 i Westcliff-on-Sea i Essex, död 23 september 2024 på Elba i Toscana, var en brittisk racerförare.

## Racingkarriär
Keegan började köra racing 1973 och tävlade med framgång i Formel Ford 1974. Han vann sedan det brittiska F3-mästerskapet 1976. 
Keegan debuterade i formel 1 säsongen 1977 som försteförare för Hesketh. Resultatet blev ganska klent och ännu sämre följande säsong då han körde för Surtees. Han tävlade sedan i Aurora AFX British Formula 1 Championship för Charles Clowes Racing och vann titeln i en Arrows A1 1980.
Keegan försökte med comeback i F1 i RAM 1980 och senare i March 1982 men framgångarna uteblev båda gångerna. Hans främsta placering i ett F1-lopp var en sjunde plats i Österrike 1977. Keegan tävlade sedan i sportvagnar i Le Mans 24-timmars och i CART i USA.

## F1-karriär
| Säsong | Stall/Tillverkare   | Poäng | Placering |
| ------ | ------------------- | ----- | --------- |
| 1977   | Hesketh-Ford        | 0     | –         |
| 1978   | Surtees-Ford        | 0     | –         |
| 1980   | RAM (Williams-Ford) | 0     | –         |
| 1982   | March-Ford          | 0     | –         |